# 愛在有情天
《愛在有情天》是亞洲電視和大連電視台於2003年至2004年聯合製作的民國電視劇，由馬景濤及陳秀雯主演。此劇亦是亞洲電視「勢在亞洲」節目巡禮重點劇集之一及47週年台慶劇。2004年5月在亞視首播，2004年12月在上海播出，2005年在台灣播出，2006年在天津衛視重播，2009年在本港台重播；2012年於aTV13台（南方衛視台）凌晨4:20-5:10重播。

## 劇情介紹
故事發生在日寇侵華前夕，一段平靜中隱伏著萬丈波瀾的時空，這時候，中國人的封建思想已走到了盡頭，在喪鐘響起前作出垂死的張牙舞爪，不單把人性、親情和愛情變得矛盾扭曲，把不合理變成理所當然，更握殺了人世間數不盡的真情至愛… 本故事的男主角沈悠然，他雖不是屠龍的勇士，更曾甘心屈服於封建的魔爪之下，但，悠然的心卻有著夢，一個對愛情鍥而不捨的夢，一個對理想不離不棄的夢，終於，悠然遇上了女主角阮曼清，心內的夢想瞬間化作烈焰，毅然向那傳統巨獸作出挑戰。雖然，悠然並沒有改寫中國近代那滿是血淚的歷史，卻留下了跨越百年的基業，見證著悠然對愛情和理想的堅持，也訴說著他和曼清那繾綣動人的愛情故事…
別了艷陽
廣東大戶孫家，家業遍布中國各地，但孫家掌舵人孫二老爺孫立年事已高，病魔纏身，家中大權實由孫二奶奶緊握，二奶奶雖是女流之輩，外表慈和，但辦事作風之狠辣卻更勝鬚眉，孫家家業在她手上日益昌盛。可是孫家男丁單薄，二奶奶只生育一對子女，豈料兒子竟於父親大壽前意外身亡。從此香燈無繼，二奶奶有愧於列祖列宗，於是作了當時最合理的一個抉擇，就是招婿入贅。沈悠然便是這樣的「嫁」入了孫家豪門，也揭起了本故事的序幕…
沈悠然的家鄉本在廣東偏遠的心泉小鄉，那裡亦是孫家田地，而悠然的家族借助小鄉中特有的「心泉」泉水，再以獨特手法釀製出遠近馳名的「心泉清酒」，令鄉民得以藉造酒業而安居渡日，可惜就在悠然八歲的那年，「心泉」不知為何突然乾涸，「心泉清酒」沒了「心泉」，也失去了只此一家的清醇口感，銷量一落千丈。到了悠然長大當家後，小鄉已完全依靠務農為生，而在性格開朗、感染力強的悠然帶領下，鄉民努力開闢貧瘠土地，雖然農產僅足糊口及繳納地租，但依然窮得快樂。 可是上天無情的考驗又再一次降臨在心泉小鄉之上，這一年蝗蟲成災，農作盡失，悠然終無路可走，被逼往見孫二奶奶，希望減收地租，二奶奶看著壯健而充滿陽光的悠然，竟提出以「入贅」作條件，換取小鄉永遠的免收地租…
悠然眼看鄉民的未來系在自己的身上，毅然把對情愛的希冀和夢想埋在心底，在艷陽之下，別過鄉民和家人，放棄沈姓，跟二奶奶的女兒秀冬成親，從此認作孫家人…入贅孫家後，雖然連管家也可以對他大呼小喝，但悠然還是欣然地接受下來，還盡心盡力地為孫家打理家業，可是在悠然心中，小時候偷喝「心泉清酒」的那種美妙迷醉感覺仍是清晰非常，每晚總是夢到「心泉」再次湧出泉水，潤澤著小鄉每個鄉民的心靈…
借腹延香
雖然悠然和秀冬從沒有過感情已成了夫婦，但悠然還是希望能帶給秀冬愛和幸福，可是秀冬自小雖被孫二奶奶溺愛，但卻因不是男丁而被視作孫家負累，因此心理有著極大的不平衡，故對悠然喜怒無常，而最大的打擊是成親一年依然未有所出，最後往廣州檢查後，竟證實患有不育之症，秀冬恍如晴天霹靂，情緒更是惡劣，時孫二奶奶為掩家醜，想出了一個理所當然，在那個時候合情合理的做法，就是「借腹產子」，逼令悠然和一不認識的女子行房，然後把兒子當作是秀冬所出…悠然即時大力反對，但這個時候，悠然的家人和心泉小鄉的鄉民已在孫家的安排下，生活得到前所未有的穩定，再加上秀冬的精神和身體越來越差，悠然終無奈再次接受命運的擺布…
黑暗中的心火
在孫家下人的監視下，悠然步進了一間漆黑的房間，只要房中人敢說半句話，點起半點燈火，孫家下人便會闖進房間把那名不知名的少女活活打死…悠然默默地和那女子進行著極度不情願的事…曼清生於農村小鎮，父親阮懷文開辦平民私塾，生活雖清苦但滿足。而曼清從小因得父親薰陶，對封建思想絕對抗拒，理想藉教育來令國家改革富強。但可惜因母親惹禍，欠下鉅款，危及生命，終被迫答應作此不人道的交易…在黑暗中，悠然從曼清僵硬的軀體中深深地感受到無盡的厭惡和控訴，那份倔強而又無助的感覺，竟引發了悠然心內的愛火，不知不覺間，悠然對這名連樣貌和名字也不知道的女子產生了一份莫名的愛念…如是者，七個黑夜過去了，一切似是終止，但也是悠然和曼清動人故事的新開始…
再遇曼清
十個月過後，曼清誕下了一對龍鳳胎，可憐曼清連兒子和女兒的相貌也未看清，便已被孫家下人帶走，時二奶奶和秀冬完全把男嬰當作己出，歡天喜地為孩子改名叫天柱，而那可憐的女嬰，卻被二奶奶下令拋棄，但幸為孫家忠僕古叔救起偷偷撫養，並改名叫小蓉… 歲月飛快流逝，轉眼天柱已是六歲，深受二奶奶和秀冬溺愛，變得頑劣無比，悠然的話全聽不入耳，欲教無從。因利用價值已過，二奶奶隨即要悠然長期出差湖南山區。悠然只好黯然到湖南為孫家打理煤礦生意，時當地的礦工要罷工，悠然深入瞭解下，才知一切竟是一名女教師阮曼清所煽動…悠然當然不知道曼清便是那名曾燃起他心火的神秘女子，但站在孫家立場，只好和曼清對立，可是當瞭解狀況後，他竟不期然的站在曼清的那一方去。
採煤是極危險的工作，意外頻生，當地的精壯男丁亦因此死傷無數，但為了生計，連小孩也被孫家逼到礦坑工作。而受到借腹產子一事，為了逃避心靈創傷的曼清，隨著慈善機關來到此地辦義學，眼看孩子的無助，基於義憤，不惜和有財有勢的孫家對抗，策動礦工反抗…悠然被曼清的所為感動，不理孫家反對，決定把煤礦暫時關閉。而曼清亦因此對悠然心生好感，但在心中卻還是記著七年前那個在黑暗之中奪去他貞操的男子，在最後一夜，分手前的一剎，在黑暗中輕輕抹去曼清眼中的淚，帶著憐惜和歉疚輕撫曼清秀髮的感覺…於是悠然和曼清，雖近在咫尺，心念對方，但偏偏情感卻不能交通。
還我本姓
礦坑下陷，為救童工而入坑的悠然和曼清被困，孫二奶奶並不著急，但秀冬卻為了丈夫的安危而決心帶了天柱到湖南一行。自從悠然到了湖南後，秀冬雖有兒子天柱在旁，卻總是不期然地念記悠然，此刻終發現悠然才是自己一生所愛…
沈悠然和曼清的感情日漸增長，但當秀冬帶著兒子來到，發現秀冬的改變和對自己的依戀，終強把對曼清的情意收起。而頑劣不堪的天柱不知是否血緣關係，竟被曼清漸漸收服，變得懂得關心別人，更和採煤童工玩成一片，而秀冬藉著天柱關係，也和曼清成為好友，亦被兩人打動，暫時關閉煤礦，並出資建立義學校舍，但條件是要曼清到孫家當家庭教師。
於是曼清便來到了孫家，雖然二奶奶因煤礦之事不喜曼清，但看著秀冬和天柱的份上，還是讓她留下，而悠然則為了止住對曼清的愛意，欲把曼清和好友莊寧撮合，造成了一段錯綜複雜的四角關係…但曼清的反封建思想深深影響著悠然，而悠然在得到秀冬的支持下，亦對孫家上下進行了徹底的改革，惹來二奶奶的極度不滿，新舊思想在孫家形成了絕對的對立。就在此時，深藏多年的炮彈終於爆炸，悠然終於知道曼清就是那個借肚產子的可憐女子，對曼清的愛一髮不可收拾，反而曼清卻一時不能接受眼前的事實。
當秀冬得知悠然竟愛上自己的好友曼清，變得瘋了似的，恨不得要把曼清殺之而後快，二奶奶為了女兒，也泯滅人性地直指悠然和曼清是姦夫淫婦要浸豬籠，此時秀冬方知大勢已去，為了不再造成大錯，將天柱交回給兩人，毅然要他們和孫家脫離關係。悠然至此終回復沈氏本姓，帶同曼清、天柱返回心泉小鄉重新開創自己的人生！
心泉情湧
悠然和曼清帶天柱回到心泉小鄉，古叔更帶了小蓉來交回給他們。一家四口終得團聚，且得到鄉民的支持，再次掘出心泉，釀出「心泉清酒」。可是，泉已乾涸，要再開掘談何容易，加上二奶奶見悠然走後，秀冬痴呆渡日，心中難受，誓要把悠然逼回孫家，於是對心泉小鄉百般迫害，但悠然無論多大艱難，在曼清的支持下，還是盡力發掘，加上粵北煤礦的礦工突然來助，終於泉水再次從地下湧出，「心泉清酒」再次重現，眾鄉民終有力償還地租，擺脫了孫家財力上的迫害。但日軍侵華，山賊橫行，小鎮被炸、孫家被洗劫一空，孫二奶奶拼死保護二爺，但秀冬卻受重傷。
百載見艷陽
獲知秀冬受傷，曼清表現出至高的情操，要悠然把秀冬接來小鄉共住，令秀冬最終可死在悠然的懷裡。可惜上海北京先後淪陷，日軍鐵蹄更直逼廣東廣西…
歷史巨輪輾過了染血的中華土地，埋沒了多少有情人，也創出了更多動人的故事。「心泉清酒」雖然再次生產，但小鄉的人卻被戰火所迫而流離失所。曼清和悠然更因此而再次分離。和平的日子總算來到，孑然一身的悠然被炮火所創，帶著永遠的傷殘，找到他跟曼清約定的石屋。艷陽下，兩人聚首，啖著新釀的清酒，前塵往事有如惡夢初醒，一切都仍清晰，但一切都很遙遠…

## 演員列表

### 主要演員
- 馬景濤（配音：陳廷軒） 飾 沈悠然
- 陳秀雯 飾 阮曼清
- 陳展鵬 飾 莊　寧
- 馬　蘇 （配音：王夢華）飾 孫秀冬
- 李香琴 飾 孫江翠芳（孫二奶奶）

### 孫家
- 江　毅 飾 孫鴻（大老爺）
- 藍潔瑛 飾 思雨（孫鴻妻）
- 關　鍵 飾 孫立（二老爺）
- 曾瑋明 飾 江亮仁（孫二奶奶弟）
- 呂有慧 飾 孫美娥（三姑娘）
- 黃韻材 飾 賀永年（三姑爺）
- 侯祥玲（配音：陳旭明） 飾 陸世康（孫大老爺義子）
- 梁　愛 飾 英姑
- 關偉倫 飾 古贊祥

### 其他演員
- 郑玉昊杰 飾 三宝
- 金燕玲 飾 馮慧喬
- 戴春榮（配音：姜麗儀） 飾 苗月影（江亮仁妻）
- 黃小燕 飾 江憶珊（江亮仁女兒）
- 江　圖 飾 阮懷文（阮曼清之父）
- 謝雪心 飾 戚綺花（阮曼清母）
- 吳沅儀 飾 斤嫂（悠然、自得之母）
- 宋嘉其 飾 沈自得
- 黃耀東 飾 阮瀚滔（阮曼清弟）
- 黃樹棠 飾 沈力健（十三叔）
- 鄭恕峰 飾 沈力行（四叔公）